# Linia kolejowa nr 161
Linia kolejowa nr 161 – pierwszorzędna, zelektryfikowana, w całości dwutorowa linia kolejowa znaczenia państwowego łącząca stację Katowice Szopienice Północne ze stacją Chorzów Stary.